# Blaha Sári
Blaha Sári, Soldos Sára Lujza Klára Mária (Budapest, 1876. október 20. – Budapest, Józsefváros, 1956. február 12.) népszínmű-énekesnő.

## Családja
Soldos Sándor és Blaha Lujza leánya, Blaha Sándor testvére. Férje Beöthy László újságíró és színigazgató volt, akivel 1897. január 23-án kötött házasságot Budapesten, a Ferencvárosban, majd 1900-ban elváltak.

## Életútja
Első színi kísérlete Debrecenben volt 1896. március 14-én, a Télen című népszínmű Annuska szerepében; ugyanez évben fellépett a Népszínházban is. Azután 1898-ban a színház szerződtetett tagja lett és október 21-én lépett föl a Nagyapóban. Innen Pozsonyba ment, Relle Iván társulatához. 1900. október 18-án a Magyar Színház tagja lett, ahol először a New-York szépe című operettben mutatkozott be. Miután sikerei nem voltak, a színészi pályáról lemondott.